# David Jeffrey Wineland
David Jeffrey Wineland (Milwaukee, Wisconsin, 24. veljače 1944.), američki fizičar. Doktorirao (1970.) na Harvardovu sveučilištu u Cambridgeu. Na Washingtonskom sveučilištu (od 1970. do 1975.) istraživao elektronske stupice i ionske stupice, u Nacionalnom institutu za standarde i tehnologiju (NIST) bavi se kvantnom optikom i laserskim hlađenjem iona (od 1975). Ionske stupice omogućile su mu uporabu zarobljenih iona za obavljanje logičkih operacija, odnosno kvantno računanje (1995.), mjerenje vremena točnije od atomskoga sata, koji koristi cezij (2000.), provjeru Einsteinove teorije relativnosti (2010.). Za razvoj temeljnih eksperimentalnih metoda koje omogućuju mjerenje i upravljanje pojedinačnim kvantnim sustavima sa S. Harocheom 2012. dobio Nobelovu nagradu za fiziku.